# Hrabstwo Lincoln (Minnesota)

Piramida wieku hrabstwa

Hrabstwo Lincoln ze stolicą w Ivanhoe znajduje się w południowej części stanu Minnesota, USA. Według danych z roku 2010 zamieszkuje je 5896 mieszkańców. Hrabstwo powstało w 1873 roku, uzyskując samodzielność jako wyodrębniona część hrabstwa Lyon.

## Warunki naturalne
Hrabstwo Lincoln zajmuje obszar 1420 km² (548,44 mi²), z czego 1391 km² (537,03 mi²) to lądy, a 29 km² (11,41 mi²) wody. Graniczy z 5 innymi hrabstwami:
- Hrabstwo Yellow Medicine (północ)
- Hrabstwo Lyon (wschód)
- Hrabstwo Pipestone (południe)
- Hrabstwo Brookings County (zachód)
- Hrabstwo Deuel (północny zachód)

### Główne szlaki drogowe
| - U.S. Highway 59 - U.S. Highway 75 - Minnesota State Highway 11 | - Minnesota State Highway 171 - Minnesota State Highway 175 - Minnesota State Highway 220 |

## Demografia
Według spisu z 2000 roku hrabstwo Lincoln zamieszkuje 6429 osób, które tworzą 2653 gospodarstw domowych oraz 1785 rodzin. Gęstość zaludnienia wynosi 5 osób/km². Na terenie hrabstwa znajduje się 3043 budynków mieszkalnych o częstości występowania wynoszącej 2 budynki/km². Hrabstwo zamieszkuje 98,82% ludności białej, 0,05% ludności czarnej, 0,28% rdzennych mieszkańców Ameryki, 0,2% Azjatów, 0,42% ludności innej rasy oraz 0,86% ludności wywodzącej się z dwóch lub więcej ras, 0,86% ludności to Hiszpanie, Latynosi lub inni. Pochodzenia niemieckiego jest 36,1% mieszkańców, 25% angielskiego, 17,5% norweskiego, 10,9% polskiego, a 10,5% duńskiego.
W hrabstwie znajduje się 2653 gospodarstw domowych, w których 27% stanowią dzieci poniżej 18. roku życia mieszkający z rodzicami, 59,7% małżeństwa mieszkające wspólnie, 4,6% stanowią samotne matki oraz 32,7% to osoby nie posiadające rodziny. 30,5% wszystkich gospodarstw domowych składa się z jednej osoby oraz 16,8% żyję samotnie i jest powyżej 65. roku życia. Średnia wielkość gospodarstwa domowego wynosi 2,35 osoby, a rodziny 2,93 osoby.
Przedział wiekowy populacji hrabstwa kształtuje się następująco: 23,7% osób poniżej 18. roku życia, 6,1% pomiędzy 18. a 24. rokiem życia, 23% pomiędzy 25. a 44. rokiem życia, 22,7% pomiędzy 45. a 64. rokiem życia oraz 24,5% osób powyżej 65. roku życia. Średni wiek populacji wynosi 43 lata. Na każde 100 kobiet przypada 97,3 mężczyzn. Na każde 100 kobiet powyżej 18. roku życia przypada 94,8 mężczyzn.
Średni dochód dla gospodarstwa domowego wynosi 31607 dolarów, a średni dochód dla rodziny wynosi 38605 dolarów. Mężczyźni osiągają średni dochód w wysokości 26494 dolarów, a kobiety 20083 dolarów. Średni dochód na osobę w hrabstwie wynosi 16009 dolarów. Około 7% rodzin oraz 9,7% ludności żyje poniżej minimum socjalnego, z tego 9,6% poniżej 18 roku życia oraz 15% powyżej 65. roku życia.

## Miasta
- Arco
- Hendricks
- Ivanhoe
- Lake Benton
- Tyler